# Kongregace kněží Nejsvětější Svátosti
Eucharistiáni (plným názvem Kongregace kněží Nejsvětější Svátosti, latinsky Congragatio Presbyterorum a Sanctissimo Sacramento) jsou římskokatolickou řeholní kongregací, která byla založena roku 1856 sv. Petrem Juliánem Eymardem. Eucharistiáni jsou tzv. „řeholní společnost papežského práva“, což znamená, že generální představený řádu podléhá přímo papeži.

## Poslání řádu a čeští eucharistiáni
Oficiálním cílem řádu je "odpovědět na hlad lidí a zpřístupnit jim poklady Boží lásky v Eucharistii" (Řehole, článek 3.) V praxi to znamená prohlubovat úctu katolické veřejnosti k eucharistii.
V ČR existoval od roku 1912 v Brně, kdy je biskup Pavel Huyn usadil v bývalém klášteře františkánů dnes fungující již jen jako kostel sv. Maří Magdaleny, známa jsou jména brněnských řeholníků W. Marschall a Adalbert Rücker. V noci 27. dubna 1950 byla kongregace s 10 členy násilně komunisty rozprášena v rámci Akce K a kromě novice Kuchaře byli internováni v bývalém klášteře v Hejnicích a Želivě (Karel Buchner, Václav Janovec), nikdo z nich však nebyl odsouzen. Dva čeští členové eucharistiánů v ČSR získali svěcení v 60. letech tajně mimo republiku a později v roce 1968 emigrovali do blízké komunity při farním kostele v Gumpendorfu ve Vídni, kde po revoluci oba zemřeli. V letech 1950-1990 byl kostel s farou ve správě biskupství na Petrově a poté převzali adorační eucharistickou misi Petrini. 
Poslední čeští eucharistiáni:
- P. František Dvořák (1904-1975), vysvěcen 1933, i v 60. letech působil při kostele sv. Maří Magdaleny[6], zemřel 31. října 1975[1][7], pohřben na Ústředním hřbitově v Brně[8]
- P. Leo Kuchař (1928-2014) - povoláním rentgenový laborant,  narozen 16. února 1928 ve Slavkovicích, pokřtěn 8. února 1939 v Brně, biřmován 2. května 1940, nasazen ve Zvláštním táboře Tvoršovice 1944-1945 určený židovským míšencům pro potřeby SS na Benešovsku, přijat do noviciátu 27. července 1947 v Brně, 1950 vstoupil do 1. ročníku bohosloví na brněnském alumnátu[9], který musel opustit a v roce 1951 nastoupil vojenskou službu, doživotní sliby na Vánoce 1958 v Brně, vysvěcen tajně na jáhna a kněze 6. února 1960 v polské Lublini z rukou diecézního biskupa Piotra Kałwaje, na podzim 1968 emigroval do Vídně, zemřel 19. července 2014 ve Vídni ve věku 86 let, pohřben na hřbitově Oberlaa ve Vídni.[10][11][12][13]
- P. Josef Pražan (1932-2010) - povoláním výpravčí ČSD, narozen 1932 v Borové u Poličky, vysvěcen tajně 15. června 1964 v polské Poznani diecézním biskupem Antoni Baraniakem, na podzim 1968 emigroval do Vídně, kde sloužil jako nemocniční kaplan a superior kláštera eucharistiánů až do roku 2004, kdy přijal svátost nemocných. Zemřel 2. června 2010 ve Vídni ve věku 78 let, pochován je v rodné Borové.[11][12][13]
- P. Miloslav Chrást (*1978) - narozen 27. března 1978, 2001-2005 byl v noviciátu formálně pod vídeňskou komunitou, ale studoval v Itálii[14], kde byl také vysvěcen 13. dubna 2013 v Bolsena z rukou diecézního biskupa Benedetto Tuzia. Od roku 2018 je farářem v Bolsena ve farnosti svatého Jiří a Kristiny.[15][16][17]